# چارلز جورج جیمز آربوتنات
چارلز جورج جیمز آربوتنات (انگلیسی: Charles George James Arbuthnot؛ ۱۸۰۱ – ۱۸۷۰) فرد نظامی اهل پادشاهی متحد بریتانیای کبیر و ایرلند بود.